# Národní armáda (Irsko)

Znak Národní armády

Národní armáda, někdy neoficiálně označovaná jako Armáda svobodného státu, byla armáda Irského svobodného státu (původně Jižního Irska) od ledna 1922 až do října 1924. Jejím úkolem byla v té době účast v Irské občanské válce a obrana institucí zřízených britsko-irskou dohodou. První armádní náčelník štábu byl Michael Collins až do své smrti v srpnu 1922.
Její první armádní vystoupení bylo 31. ledna 1922, kdy bylo britské velení kasáren v Beggars Bush předáno do rukou Irského svobodného státu. Její první vojáci byli ti dobrovolníci Irské republikánské armády, kteří podporovali britsko-irskou dohodu a Dočasnou vládu Irska. Konflikt vznikl mezi Národní armádou a protidohodovou částí IRA, která nepodporovala vládu Irského svobodného státu. 28. června 1922 začala Národní armáda dělostřelecké bombardování protidohodových sil IRA, které obsadily budovu Four Courts v Dublinu, čímž začala Irská občanská válka. V říjnu 1924 byla armáda reorganizována do menší, lépe regulovatelné armády a termín Národní armáda se přestal užívat.